# Diocesi di Ambikapur
La diocesi di Ambikapur (in latino Dioecesis Ambikapurensis) è una sede della Chiesa cattolica in India suffraganea dell'arcidiocesi di Raipur. Nel 2022 contava 103.000 battezzati su 3.032.000 abitanti. È retta dal vescovo Antonis Bara.

## Territorio
La diocesi comprende i distretti di Korea, Surajpur, Balrampur e Surguja nella parte settentrionale dello stato di Chhattisgarh in India.
Sede vescovile è la città di Ambikapur, dove si trova la cattedrale dell'Immacolata Madre di Dio.
Il territorio si estende su 22.337 km² ed è suddiviso in 55 parrocchie.

## Storia
La diocesi è stata eretta il 10 novembre 1977 con la bolla Votis concedere di papa Paolo VI, in seguito alla divisione della diocesi di Raigarh-Ambikapur, da cui ha tratto origine anche la diocesi di Raigarh.
Originariamente suffraganea dell'arcidiocesi di Bhopal, il 27 febbraio 2004 è entrata a far parte della provincia ecclesiastica di Raipur.

## Cronotassi dei vescovi
Si omettono i periodi di sede vacante non superiori ai 2 anni o non storicamente accertati.
- Philip Ekka, S.I. † (10 novembre 1977 - 20 ottobre 1984 nominato vescovo di Raipur)
- Paschal Topno, S.I. † (28 ottobre 1985 - 26 marzo 1994 nominato arcivescovo di Bhopal)
  - Sede vacante (1994-1996)
- Patras Minj, S.I. (5 luglio 1996 - 22 dicembre 2021 ritirato)
- Antonis Bara, dal 22 dicembre 2021

## Statistiche
La diocesi nel 2022 su una popolazione di 3.032.000 persone contava 103.000 battezzati, corrispondenti al 3,4% del totale.
| anno | popolazione | popolazione | popolazione | presbiteri | presbiteri | presbiteri | presbiteri                | diaconi | religiosi | religiosi | parrocchie |
| anno | battezzati  | totale      | %           | numero     | secolari   | regolari   | battezzati per presbitero | diaconi | uomini    | donne     | parrocchie |
| ---- | ----------- | ----------- | ----------- | ---------- | ---------- | ---------- | ------------------------- | ------- | --------- | --------- | ---------- |
| 1980 | 32.411      | 1.351.000   | 2,4         | 38         | 15         | 23         | 852                       |         | 48        | 101       | 1          |
| 1990 | 51.904      | 1.756.000   | 3,0         | 64         | 31         | 33         | 811                       |         | 59        | 197       | 1          |
| 1999 | 68.848      | 2.580.000   | 2,7         | 88         | 53         | 35         | 782                       |         | 49        | 294       | 44         |
| 2000 | 71.700      | 2.580.000   | 2,8         | 106        | 61         | 45         | 676                       |         | 59        | 315       | 44         |
| 2001 | 74.612      | 2.590.000   | 2,9         | 108        | 66         | 42         | 690                       |         | 60        | 320       | 45         |
| 2002 | 75.987      | 2.600.000   | 2,9         | 121        | 71         | 50         | 627                       |         | 71        | 340       | 46         |
| 2003 | 74.040      | 2.600.000   | 2,8         | 124        | 75         | 49         | 597                       |         | 78        | 394       | 46         |
| 2004 | 80.029      | 2.600.000   | 3,1         | 122        | 74         | 48         | 655                       |         | 98        | 247       | 46         |
| 2006 | 83.578      | 2.627.000   | 3,2         | 140        | 91         | 49         | 596                       |         | 79        | 405       | 47         |
| 2012 | 83.781      | 2.727.000   | 3,1         | 140        | 199        | 40         | 598                       |         | 63        | 456       | 51         |
| 2015 | 97.015      | 2.834.000   | 3,4         | 158        | 114        | 44         | 614                       |         | 127       | 402       | 57         |
| 2018 | 99.300      | 2.940.000   | 3,4         | 168        | 116        | 52         | 591                       |         | 134       | 386       | 57         |
| 2020 | 101.057     | 2.973.000   | 3,4         | 195        | 118        | 77         | 518                       |         | 168       | 492       | 55         |
| 2022 | 103.000     | 3.032.000   | 3,4         | 194        | 117        | 77         | 530                       |         | 168       | 492       | 55         |